# Trotteur d'Orlov
Pour les articles homonymes, voir Orlov.
Le Trotteur d'Orlov (russe : Орловский рысак ) est une race de chevaux trotteurs russe. Sélectionné par le comte Alexeï Orlov auquel il doit son nom, les origines de ce cheval sont marquées par une extrême consanguinité à partir de l'étalon Bars Ier, petit-fils de l'Arabe Smetanka. Trotteur le plus rapide au monde jusqu'à la fin du XIXe siècle, il est ensuite détrôné par le Trotteur américain et le Trotteur français. Sa sélection suscite des conflits récurrents entre partisans d'un élevage en race pure et partisans du croisement, menant à la séparation subséquente du Trotteur d'Orlov et du Trotteur russe.
Le Trotteur d'Orlov est historiquement caractérisé par une assez grande taille, des crins abondants et une longue encolure portée en col de cygne, qui le rendent élégant du point de vue d'observateurs humains. Outre son usage historique aux courses de trot, il est également un cheval d'attelage léger et une race de croisement très populaire jusqu'au début du XXe siècle. Désormais, il est surtout utilisé sous la selle. 
Il constitue l'une des plus célèbres races de chevaux élevées en Russie. Son élevage s'est étendu à l'Ukraine et à la Bulgarie, mais il est entré dans un déclin mondial à partir de la seconde moitié du XXe siècle, ce qui en fait une race rare de nos jours.

## Dénomination
Cette race de trotteurs est sélectionnée au XVIIIe siècle par le comte Alexeï Orlov (ou Orloff, selon la transcription ancienne), qui lui a légué son nom en hommage,,,. Ce dernier a également sélectionné une race de chevaux de selle. Donner le nom de son éleveur à une race de chevaux semble être une spécificité russe, d'après Jean-Louis Gouraud.
Le Trotteur d'Orlov est aussi nommé jusqu'en 1949 « Trotteur russe » ; depuis lors, cette dénomination désigne une race de croisement également nommée le Trotteur métis,. L'Orlov est un exemple de race animale dont la définition même dépend en très grande partie de facteurs extérieurs au cheval lui-même, en particulier de facteurs socio-économiques et politiques.

## Historique
L'élevage s'effectue originellement au haras d'Ostrov, fondé à proximité de Moscou par le comte Orlov,,. Ce dernier se lance dans l'élevage de trotteurs en raison du manque de qualités autres que la rusticité des chevaux russes de l'époque, et de son embonpoint qui l’empêche de pratiquer l'équitation. Grâce à sa fortune et à ses privilèges considérables, il peut acquérir des chevaux particulièrement onéreux. Il se forme à l'hippologie en assistant à des conférences données par des spécialistes réputés en Europe de l'Ouest. Il s'installe ensuite en 1775 ou en 1788 dans la région de Voronej au sud de Moscou, fondant le haras de Khrenov,. Ses chevaux sont dès lors élevés de manière extensive dans les plaines inondables de la rivière Bitioug.

### Origines

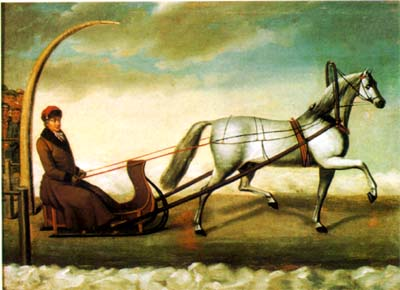
L'étalon Bars Ier attelé à un traîneau du comte Orlov, d'après une peinture de Nicolas Swertschkoff datée de 1890.

Les débuts de sélection de cette race datent de 1775 à 1784,, ce qui en fait le plus ancien exemple mondial d'élevage sélectif d'un trotteur,,. Orlov a défini clairement son objectif d'élevage dès ses débuts, à savoir un cheval d'attelage élégant et résistant aux conditions climatiques russes ; en tant qu'éleveur, il se montre particulièrement en avance pour son époque. La race qu'il a sélectionnée est fixée dans son type dès 1796, où le Trotteur d'Orlov est le cheval russe le plus grand, le plus élégant et le plus réputé de son époque.
Le Trotteur d'Orlov descend de l'étalon arabe gris Smetanka, soit reçu d'un amiral turc en récompense pour sa bravoure au combat,, soit acheté par le comte Orlov pour la somme de 60 000 roubles,. Dans les années 1770, Smetanka se reproduit avec le cheptel du comte Orlov, bien qu'il n'ait effectué qu'une seule saison de reproduction, ne survivant pas à son premier hiver russe,,. Un autre important fondateur de cette race est l'étalon arabe bai Sultan I.
Visualiser la lignée de Smetanka sous forme de graphe
En 1777, Orlov croise Smetanka avec une jument flamande ou danoise (à la robe isabelle), dont naît l'étalon Polkan,,,,. Ce dernier est le père d'un étalon gris, Bars Ier, considéré comme le véritable fondateur de la race du Trotteur d'Orlov,,. Né en 1784, Bars Ier (« Lion des neiges ») est le fils d'une jument harddraver hollandaise de robe noire,,, dotée d'un excellent trot et d'une grande amplitude dans ses allures,. Il se reproduit à Khrenov durant 17 ans,.
Cette race est issue des croisements de Bars Ier avec différents chevaux importés par le comte Orlov, soit 77 juments poulinières dont des harddraver hollandaises (ancêtres du Frison,,), des juments danoises et cinq mecklembourgeoises,,,, mais aussi des juments russes, polonaises, et une dizaine d'arabes,,. Il recourt fortement à la consanguinité pour fixer les caractéristiques de la race, Bars étant croisé avec ses propres filles. Les petites-filles de Bars Ier jouent un rôle reproducteur majeur.
Du vivant du comte Orlov et même après sa mort, aucun reproducteur n'est commercialisé ou donné,. Décrit comme « vaniteux », ce dernier ordonne dans son testament que seuls des chevaux castrés soient vendus à l'extérieur.

### Gestion par Schischkin
Après la mort du comte Orlov en 1809, le haras est géré par l'un de ses serfs, W. J. Schischkin (en français : V.I. Chichkine ; 1780-1846), qui accroit encore les croisements consanguins,,. Durant les deux premières décades du XIXe siècle, une poignée d'éleveurs adhèrent aux principes de sélection mis en place par le comte, à savoir le croisement entre plusieurs races de chevaux et la sélection sur la qualité au trot, mais par la suite, c'est la notion de « race pure » qui prend de l'importance au détriment de la qualité à l'usage. Jasper Nissen décrit des « accouplements incestueux extrêmes souvent répétés ». Ainsi, l'étalon Ljubesnoj I naît du croisement de Bars Ier avec une jument elle-même fille de Bars Ier, le même croisement consanguin étant ensuite répété sur trois générations pour donner Ljubesnoj III, issu de l'accouplement de Ljubesnoj avec sa propre sœur. Les chevaux perdent en taille et en masse. Des croisements avec le Pur-sang sont pratiqués par la suite, le type du trotteur d'Orlov étant dès lors définitivement fixé,. Schischkin renouvelle le croisement avec des juments harddraver, et introduit le trotteur Norfolk en plus des juments danoises.
En 1811, le tsar de Russie Alexandre Ier reçoit quatre hongres du cheptel d'Orlov de la part de la comtesse, alors veuve, alors qu'il avait demandé quatre étalons. Il existe des tentatives de propagation de la race via la sélection pour les courses au trot durant les années 1820 et 1830, mais elles ont peu de succès car les rares éleveurs de l'Orlov refusent de participer aux courses de trot.
Parmi les 11 fils de Bars Ier, deux étalons influencent particulièrement la race à ses débuts, le gris Lebed'I et le bai-brun Liubeznyl / Ljubesnoj I,. Les étalons Ljubesnoj, issus d'une jument harddraver, et l'un de leurs fils, Waruur, jouent également un grand rôle dans la consolidation du Trotteur d'Orlov.
Lorsque Schischkin ouvre son propre haras à partir de quelques-unes des meilleures juments de Khrenov, le Trotteur d'Orlov commence à se répandre dans toute la Russie. En tant que reproducteur vu comme améliorateur d'autres races, il est amené vers des élevages situés dans des régions climatiques russes très différentes les unes des autres, comme Poltava, Pskov, la Kirghizie et les montagnes orientales du lac Baïkal.
Le meilleur étalon né à Khrenov se révèle être Udaloj, né en 1871.

### Élevage sélectif duXIXesiècle
Si les premières courses de trot ont eu lieu à Moscou en 1799, c'est la création de la société des courses de trot à Moscou en 1834 qui conduit progressivement à une grande popularité des courses de traîneaux organisées en hiver,, et à un élevage sélectif qui améliore considérablement les capacités du trotteur d'Orlov,,. En 1842, selon un éleveur d'Orlov, A. Gendriko, les champs de courses au trot restaient peu nombreux et peu usités ; une course au trot est organisée dès l'année suivante au palais d'Hiver de Saint-Pétersbourg sur la glace de la Neva, et reconduite chaque année. En 1845, le haras de Khrenov ayant commencé à péricliter sous la direction de la fille du comte Orlov, le gouvernement russe en fait l'acquisition,. C'est à cette époque que des registres généalogiques sont mis en place, des règlements de courses au trot créés, et des reproducteurs Orlov distribués. De petits haras éleveurs de Trotteurs d'Orlov s'installent partout dans l'Empire russe, au point que 1 500 élevages soient dénombrés en Russie européenne, malgré un ralentissement économique pendant la guerre de Crimée. Celle-ci à pour conséquence de ne préserver que les élevages disposant de moyens financiers conséquents, généralement ceux de la noblesse.
Le 6 mars 1865, le baron Grünewald demande à une vingtaine d'hippologues et d'éleveurs d'apporter leur point de vue en matière de maintien de la « pureté » généalogique du Trotteur d'Orlov, dans un contexte où le commerce de chevaux revêt une importance stratégique. La plupart des spécialistes consultés se prononcent en faveur de l'interdiction des croisements extérieurs.
Le registre généalogique (stud-book) de la race est créé en 1865, et réservé dans un premier temps aux chevaux capables de trotter durant un kilomètre en moins de deux minutes. Par la suite, il est fermé aux chevaux qui ne sont pas eux-mêmes des Trotteurs d'Orlov,. En effet, en octobre 1866, les critères stipulent que seuls les chevaux descendants de ceux élevés à Khrenov à l'époque du comte Orlov (avant 1808) peuvent y être inscrits. De plus, le cheval doit avoir au moins une moitié d'ancêtres ayant participé à des courses au trot pour entrer dans ce stud-book. Ce sont les critères définis en 1868 visant à faciliter les exportations de la race qui stimulent le plus son élevage. Ces critères favorisent la qualité (rapidité au trot) plutôt que la quantité de chevaux. Parallèlement, le gouvernement impérial russe condamne les tentatives de création de sociétés d'éleveurs indépendantes.

Peintures du Trotteur d'Orlov par Nicolas Swertschkoff
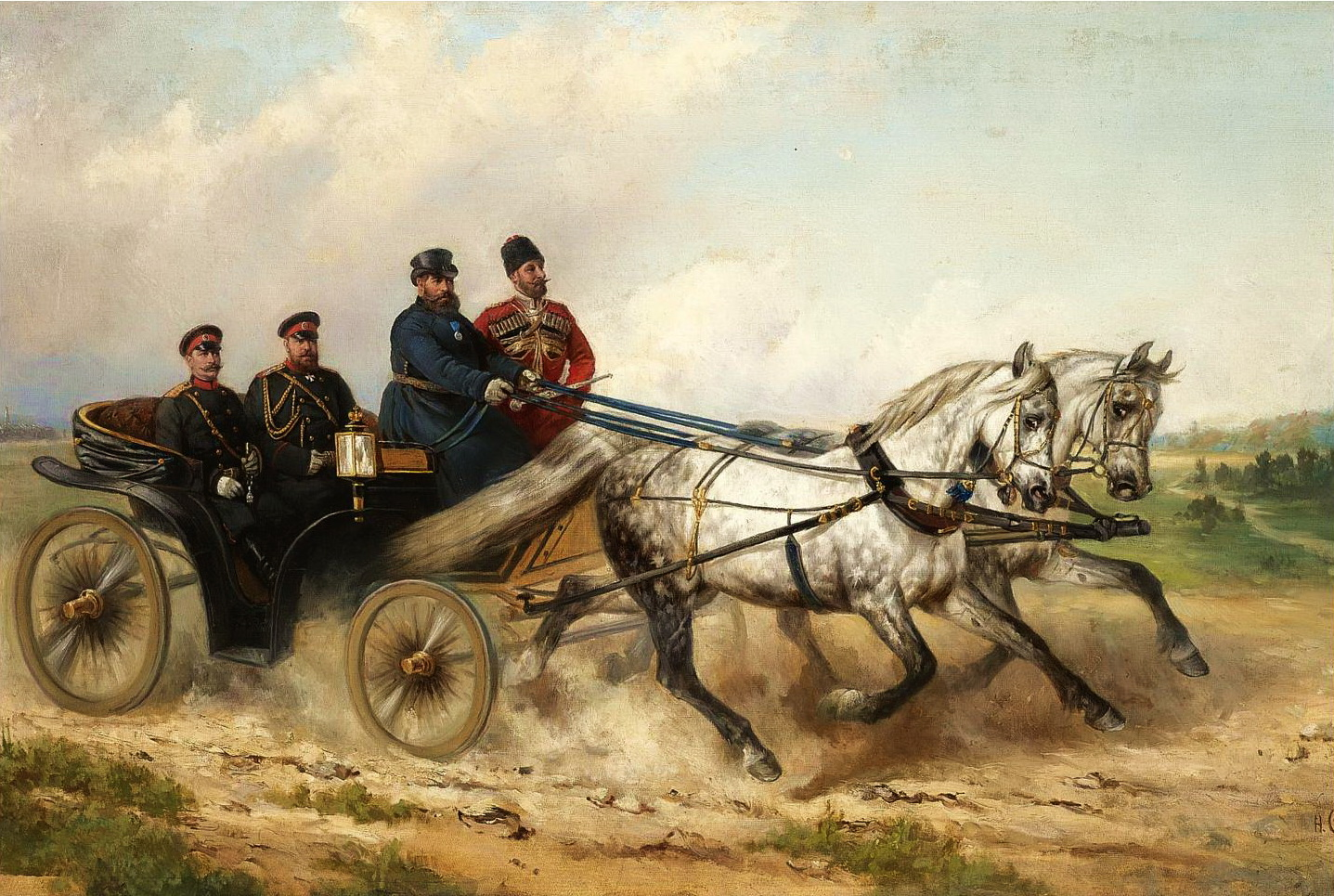
Attelage de l'empereur Alexandre III.
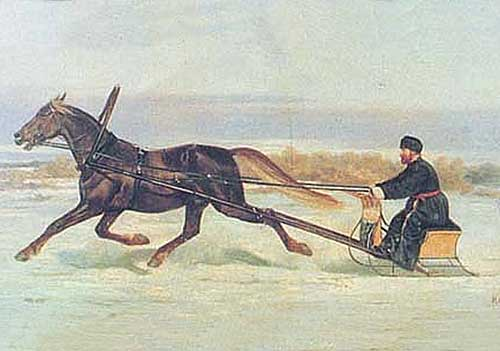
Attelage en traineau
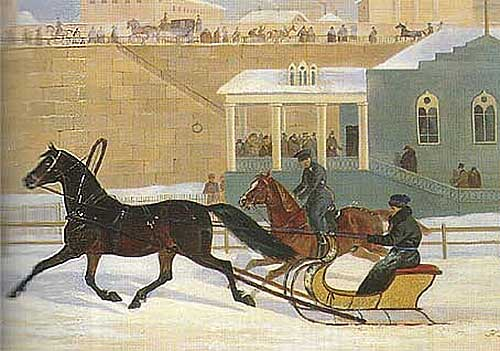
Attelage en traineau de course
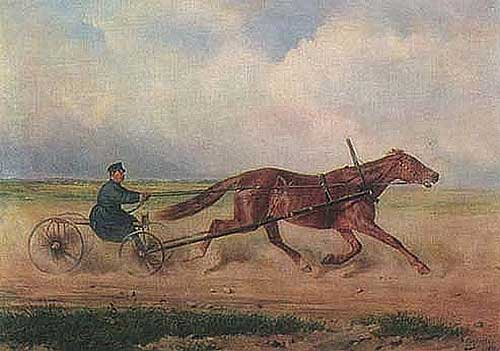
Attelage au drojki de course

Durant tout le XIXe siècle, l'Orlov est considéré comme le meilleur trotteur au monde et largement utilisé pour tirer calèches et traîneaux. Son usage rend les courses de trot populaires jusqu'en Europe occidentale, de l'Allemagne à l'Autriche-Hongrie en passant par la Slovaquie et l'Italie, la race gagnant ces régions d'Europe pour y être élevée ou croisée,. L'Exposition universelle de 1867, à Paris, joue un grand rôle dans cette popularisation à l'échelle de toute l'Europe. L'étalon Bédouin, issu du haras de Khrenov, est sélectionné et présenté au public. Parallèlement, alors que les courses d'Orlov avaient lieu sur glace, elles sont de plus en plus souvent organisées sur terre battue. Alors qu'il s'agissait initialement d'un sport de niche, les courses au trot deviennent un sport populaire.

### Perte d'influence du Trotteur d'Orlov en courses de trot

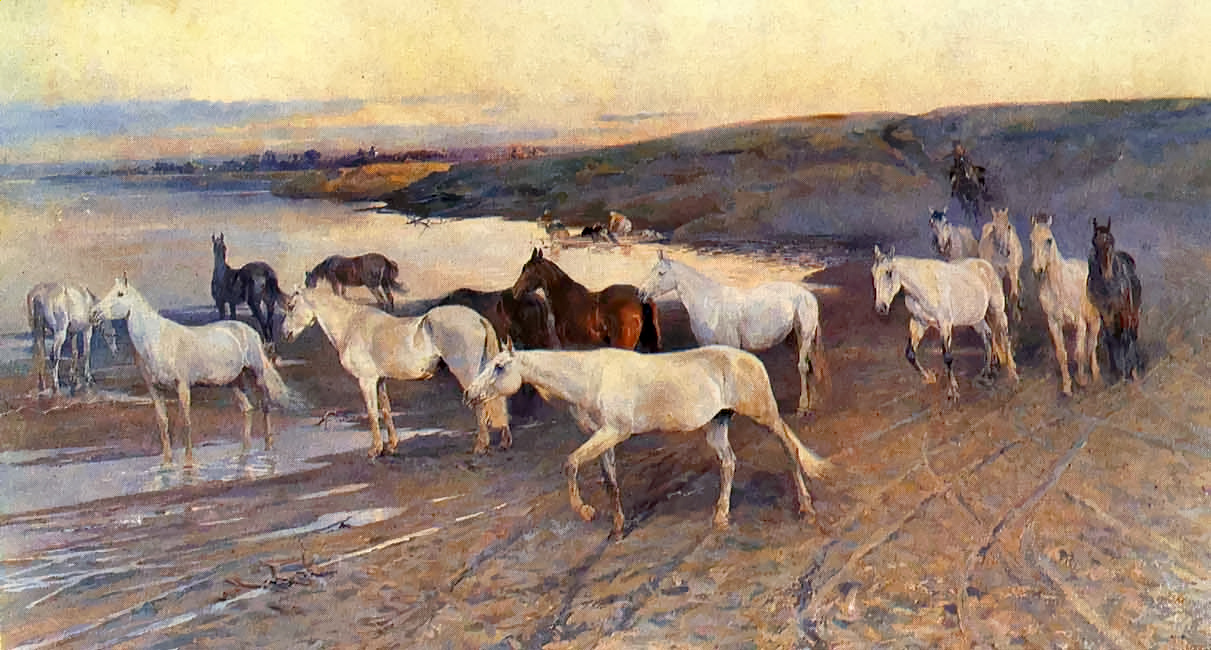
Taboun de Trotteurs d'Orlov du haras de Novotomnikov peint par Nikolaï Samokich, 1890.

Les premières courses de vitesse au trot organisées en Europe occidentale sont totalement dominées par l'Orlov. En plus des enregistrements généalogiques, les enregistrements de temps de course jouent un rôle clé dans les investissements auprès des éleveurs de Trotteurs d'Orlov, ainsi que dans la popularisation de cette race. Dans un contexte où l'acheteur potentiel n'est pas russophone, les temps de course forment un meilleur argument marketing que l'enregistrement de la généalogie.
La race perd cependant sa supériorité à la fin de ce même siècle, le Trotteur américain étant plus rapide,,. En particulier, l'adoption de la distance de course standard américaine de 3 verstes en 1888 se fait au détriment de l'Orlov. Dès lors, c'est le Trotteur américain qui commence à être importé massivement vers l'Europe, d'autant plus facilement qu'il est bon marché à l'achat. Les tensions entre les partisans du trotteur d'Orlov de « race pure » et les partisans du croisement s'accroissent entre 1885 et 1915, sous l’influence de facteurs sociaux. Durant ce laps de temps, le Trotteur d'Orlov est régulièrement croisé avec le Trotteur américain,,. En 1897, les performances du croisé Orlov-américain Kleopatra conduisent à ce que plus de 300 Orlov soient croisés à des étalons américains cette même année.
C'est dans ce contexte qu'émerge un discours des autorités russes mettant l'accent sur la préservation du trotteur d'Orlov en tant que race nationale, face aux trotteurs étrangers à la Russie et aux croisements pratiqués par un nombre croissant d'éleveurs afin d'améliorer les performances en course. En 1894, la participation des trotteurs américains ou croisés américains en course est restreinte. Dans le but de décourager les croisements, le département d'élevage de Russie impériale révise la définition de la race du Trotteur d'Orlov qui n'avait pas changé depuis 1866 : seuls les chevaux descendants à 7/8e d'ancêtres reconnus comme de purs Orlov selon les critères de 1866 sont inscriptibles. De plus, un système de handicap sportif en course est mis en place au détriment des chevaux croisés américains.
En 1900, sur 1 500 élevages de trotteurs répertoriés en Russie, 52 élèvent le Trotteur américain, mais 90 % des chevaux croisés américains gagnent en course contre un Orlov de race pure. De plus, dans la sélection de l'Orlov, l'apparence extérieure compte pour l'approbation à la reproduction, alors que ce n'est pas le cas chez le Trotteur américain, seule la vitesse du cheval étant évaluée.

### Depuis leXXesiècle

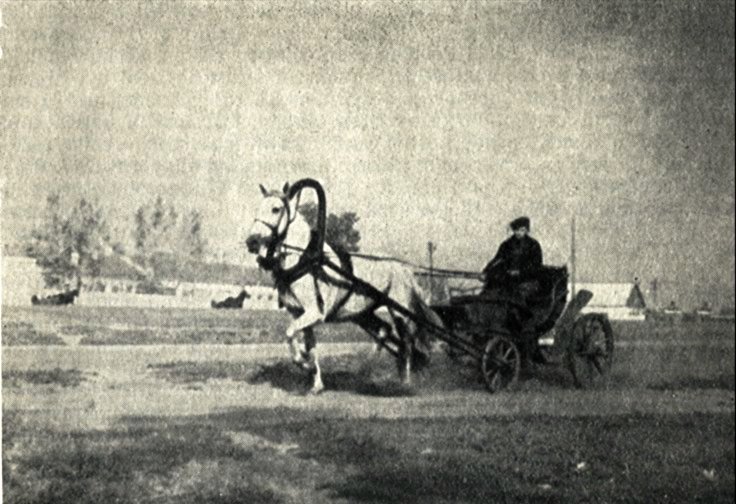
Trotteur d'Orlov attelé dans un kolkhoze, années 1930.

Entre 1900 et 1914, l'élevage de l'Orlov décline. D'après Olga Petri, c'est en 1904 qu'est atteint le pinacle en matière de protectionnisme de la race, lorsque son registre généalogique est fermé aux croisements extérieurs. Cela n'empêche pas le Trotteur américain ou croisé américain de dominer les champs de course, mettant à mal la fierté des éleveurs russes. Petri analyse cette décision comme critique dans ce cadre du débat autour de la « pureté » de la race. La Révolution russe de 1905 assèche les finances de la société d'élevage de l'Orlov. Les publications de cette époque présentent le Trotteur américain comme un « ennemi » de l'Orlov, dépeint comme un trésor national russe. Ces efforts se cristallisent en 1907 à travers la popularisation d'un cheval pur Orlov performant en courses nommé Krepysh, célébré dans toute la Russie comme le « cheval du siècle ». Cependant, ce dernier s'incline finalement en course en 1910 et en 1912 face à plusieurs concurrents américains, suscitant la déception de ses supporters russes.
En 1910, les éleveurs membres de la société russe d'élevage reviennent sur l'interdiction des chevaux croisés et les autorisent à courir. En 1912, l'hippodrome de Riga abolit toutes les restrictions à concourir basées sur la race du cheval ; cette position est rejointe par la société d'élevage de l'Orlov l'année suivante. Les déclarations d'un membre de la commission de recherche sur les trotteurs, A. Krasovskii, suscitent la controverse en 1915, ce dernier déclarant qu'aucun trotteur n'est de « pure race », et que le croisement augmente leurs performances. Petri l'analyse comme symptomatique d'un basculement dans l'opinion publique, qui voit dans le croisement des races un pragmatisme correspondant à la recherche de performances.

#### De la première à la seconde guerre mondiale
La Première Guerre mondiale et la guerre civile russe font ensuite souffrir l'Orlov,. Par la suite, il devient nécessaire de le sauvegarder. Après la création de l'Union des républiques socialistes soviétiques (1922), d'importants débats idéologiques portent sur le statut des courses au trot, vues comme un outil de domination bourgeoise ou au contraire comme un divertissement des classes populaires. En 1927, le stud-book du « Trotteur russe » est publié pour la première fois, et compte 939 étalons pour 1 120 juments. Les autorités soviétiques établissent alors un règlement sévère pour préserver l'Orlov, et lui retirent son nom d'origine pour le rebaptiser « Trotteur russe » en honneur à l'idéologie communiste. En 1937, Witt. V. rédige le premier programme de sélection du Trotteur d'Orlov. Re-nommé Trotteur russe, il est séparé du Trotteur métis (le croisé américain), le registre généalogique réservé à ce dernier étant créé en 1945. Avant 1939, un total de 146 trotteurs (dont 22 juments) ont été inscrits au registre des trotteurs d'Orlov couvrant les 1 600 mètres en deux minutes. Le haras de Khrenov détient alors 171 juments. En 1939, sur 14 trotteurs d'Orlov qui ont montré une vitesse de 2 minutes 10 secondes ou plus sur 1 600 m, huit chevaux sont plus rapides que Krepysh. La même année, l'étalon Vals établit un nouveau record pour les trotteurs Orlov de quatre ans, avec 2 minutes 5.4 secondes.
À cette époque, selon H. Berndt, les principaux territoires d'élevage se trouvent dans le centre et le nord de la Russie européenne, et deux types se distinguent chez la race : le type hollandais noir, plus lourd, avec une tête et une encolure lourdes, un dos long souvent faible et une croupe inclinée, et le type gris, plus fin.

#### Depuis les années 1950

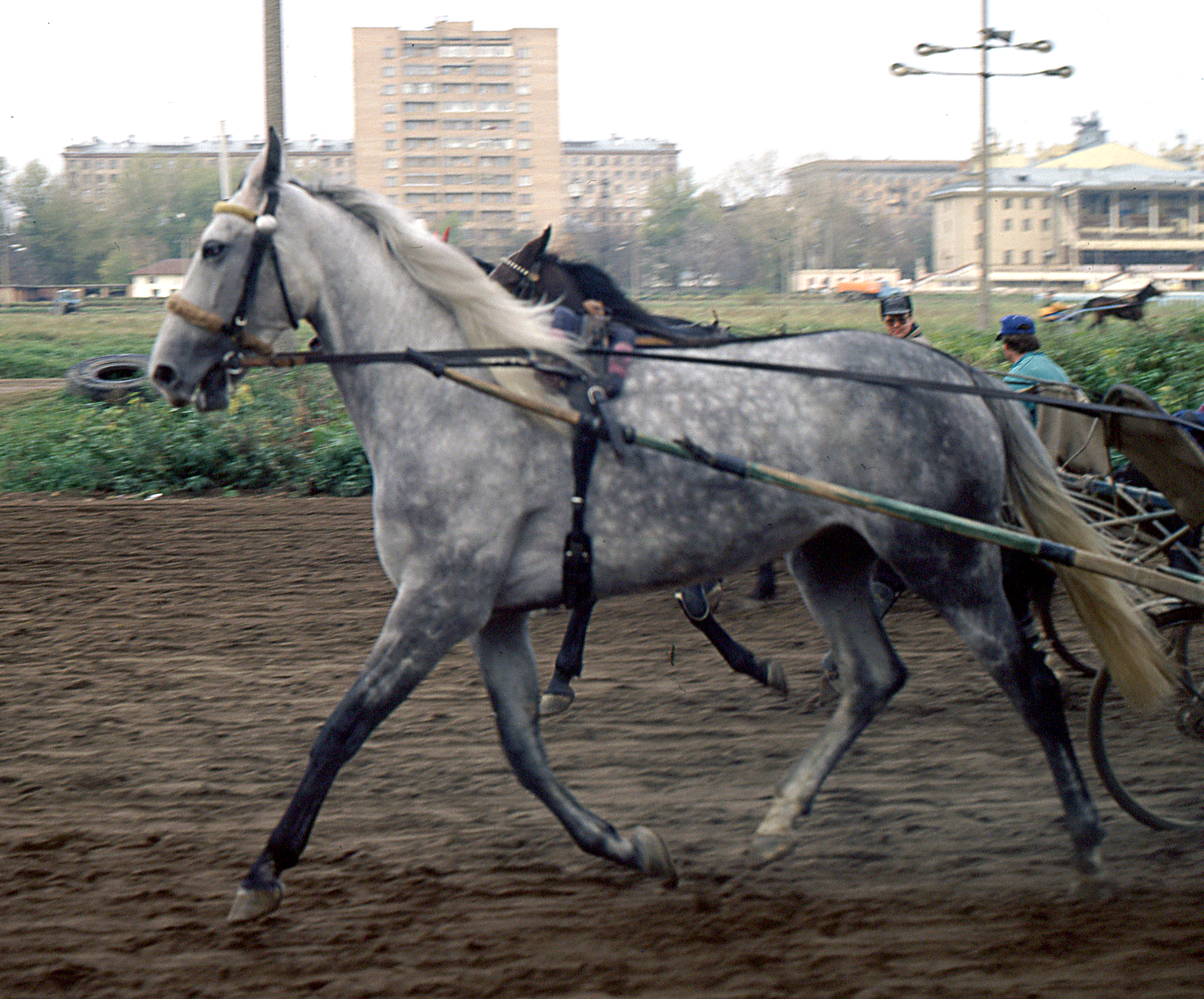
Trotteur d'Orlov à l'hippodrome de Moscou, en 1999.

Parallèlement à l'augmentation des performances de vitesse de l'Orlov durant les années 1930, la taille moyenne des chevaux augmente également. En 1949, le nom « Trotteur d'Orlov » est ré-introduit. 
En 1954, le stud-book de l'Orlov compte 3 228 juments.
En 1979, ses effectifs totaux sont estimés à 30 000 têtes selon Silver, les chiffres cités par l’Université d'État de l'Oklahoma étant de 432 étalons et 652 juments dans le stud-book soviétique en 1982, témoignant d'un déclin. Haller dénombre environ 25 000 sujets au total en 2002. Durant la période communiste, d'après l'autrice tchèque Helena Kholová, cette race est élevée dans 34 haras d'État soviétiques,. Les plus réputés sont alors ceux de Novotomnikov, de Perm, de Khrenov et d'Altaï. 
La crise des années 1990 conduit à une réduction du nombre de trotteurs d'Orlov. Entre 1991 et 1995, le nombre d'étalons et de juments en Russie baisse respectivement de 27 et 9,7 %. En 1996, G. Rozhdestvenskaya publie un appel à sauvegarder la race, V. Koveshnikov demandant la même année que 3 ou 4 haras d'état russes s'engagent activement dans cette sauvegarde. L'année suivante, une union internationale vouée à la préservation de l'Orlov est créée,,. L'élevage du Trotteur d'Orlov reste en crise, en raison de la concurrence du Trotteur américain.

## Description

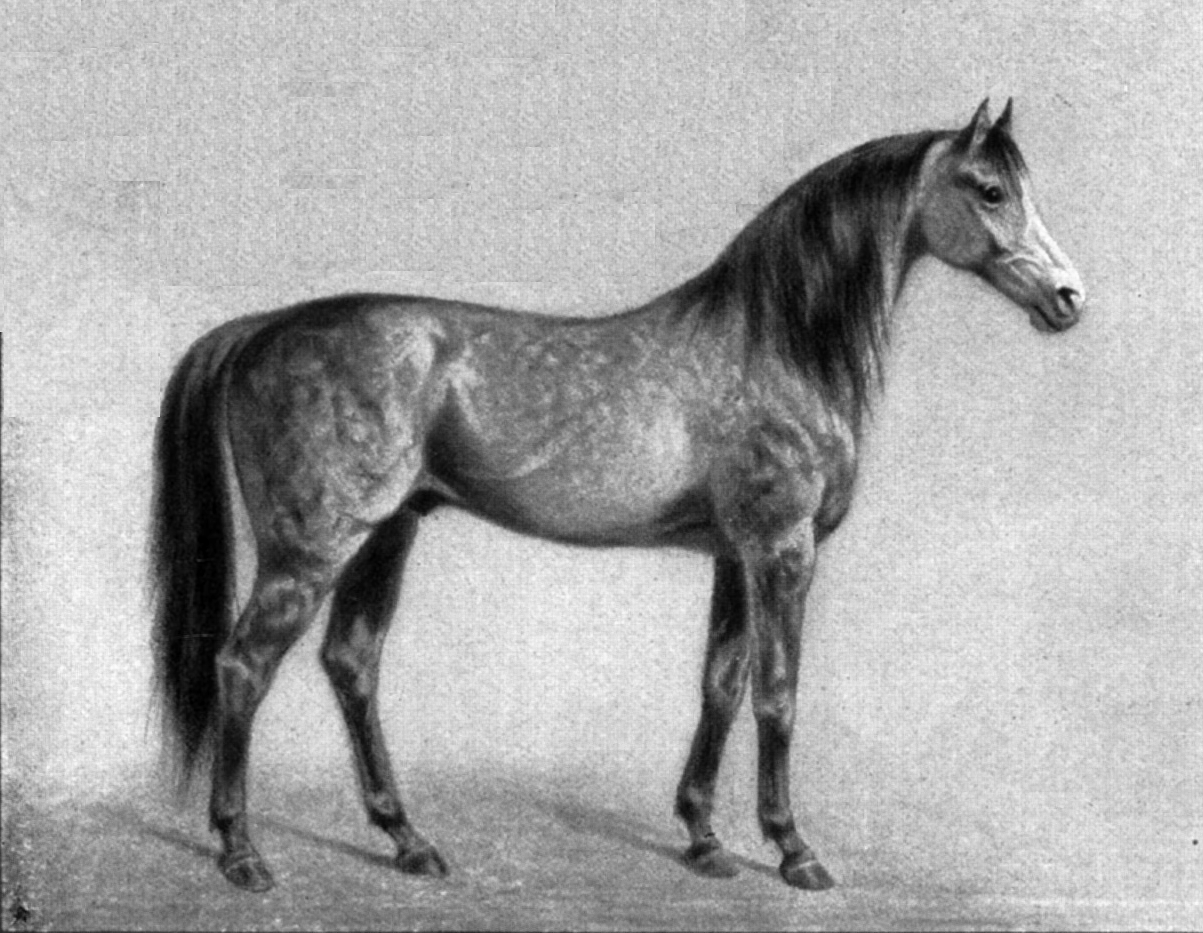
Portrait au modèle d'un Trotteur d'Orlov, vers 1910

Il fait partie du groupe des trotteurs, des races de chevaux de course le plus souvent sélectionnées localement sur la base de leurs performances de vitesse au trot. Il existe cinq types de trotteurs d'Orlov, distingués par leur haras d'origine et par des particularités physiques,,,, :
- Khrenov, le plus réputé[2],[10],[4],[20], type médian[34], celui qui est décrit par la plupart des sources[A 1] ;
- Dubrov / Dubrovski, de taille plus réduite et de constitution plus charnue[20], avec un type plus primitif[35] ;
- Novotomnikov, plus proche de l'Arabe et plus précoce[20],[34],[A 1] ;
- Perm, plus grand et plus trapu[20], proche d'un type d'attelage[34] ;
- Tula[4],[20].

Certaines sources russes distinguent trois types en fonction de la constitution, du plus massif au plus léger.

### Taille et poids
C'est un cheval de taille moyenne, ou bien de grande taille. Caroline Silver (1984), Edwards (1994) et Jean-François Ballereau (1993) indiquent une taille de 1,52  à   1,70 m, avec une moyenne à 1,53 m selon Silver. L'autrice tchèque Helena lui attribue une taille de 1,57  à   1,64 m, tandis que l'auteur américain Nicolas Jane Swinney donne 1,55  à   1,70 m, l'auteur italien Maurizio Bongianni une fourchette de 1,55  à   1,72 m, CABI 1,54  à   1,73 m et Jasper Nissen 1,58  à   1,65 m. Le guide Delachaux en donne une très proche, de 1,53  à   1,72 m. L'auteur anglais Elwyn Hartley Edwards donne (en 2016) une moyenne de 1,63 m, et Emmanuelle Hubrecht de 1,65 m.
Le tour de poitrine atteint 1,80 m, et le tour de canon dépasse les 20 cm,,. Les mesures moyennes officielles fournies pour les étalons indiquent une hauteur au garrot de 1,62 m, une longueur de corps de 1,64 m, un tour de poitrine de 1,87 m, et un tour de canon de 20,5 cm ; chez les juments ces mêmes mesures sont de 1,60 m de hauteur, 1,64 m de longueur, 1,86 m de tour de poitrine et 20,2 cm de tour de canon. D'après Hubrecht, le standard de race exige un tronc long d'au moins 1,65 m et un tour de poitrine d'au moins 1,85 m.
Le poids moyen est de 500  à   550 kg selon les auteurs russes Koževnikov et Gurevič, l'auteur américain J. Mortensen indiquant 400  à   540 kg, et les éditions Dorling Kindersley une moyenne de 500 kg.

### Morphologie
La morphologie est assez variable en raison de l'existence des lignées,,, mais distinctive et harmonieuse,, dégageant une impression de beauté et d'élégance désuète pour l'observateur humain. L'Orlov se distingue immédiatement des autres races de trotteurs grâce à son type plus oriental. Il ressemble en effet à l'Arabe.

« [...] le trotteur d'Orloff, dont les veines portent les atavismes bouillonnants des races mêlées de l'Orient et de l'Occident »

— 
Le format général s'inscrit dans un carré, avec une impression générale de puissance et de compacité, mais sans être massif, grâce à son ossature légère. L'Orlov est en effet de type médio-longiligne. Certains sujets ont beaucoup d'« air sous le ventre » en raison d'un passage de sangle peu profond et de membres longs, ; Edwards attribue cette caractéristique aux croisements hollandais pratiqués entre 1825 et 1840.

#### Tête
La tête est typique du cheval oriental,,. Proportionnée au corps,, elle est de petite taille selon une majorité d'auteurs,,,,, Kholová la décrivant d'une taille moyenne, Nissen comme « pouvant être grande », et Silver comme parfois un peu lourde, et ordinaire. Le profil est généralement rectiligne,,, mais peut aussi être légèrement convexe,.

Tête du Trotteur d'Orlov
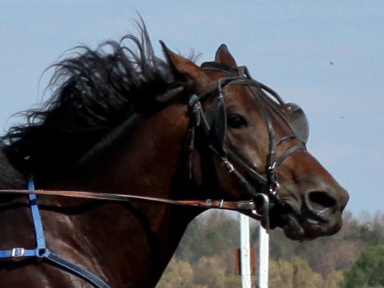
Bai, vu de profil
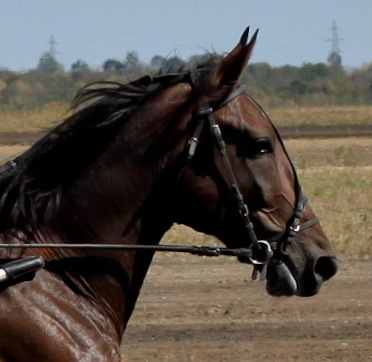
Bai, vu de profil
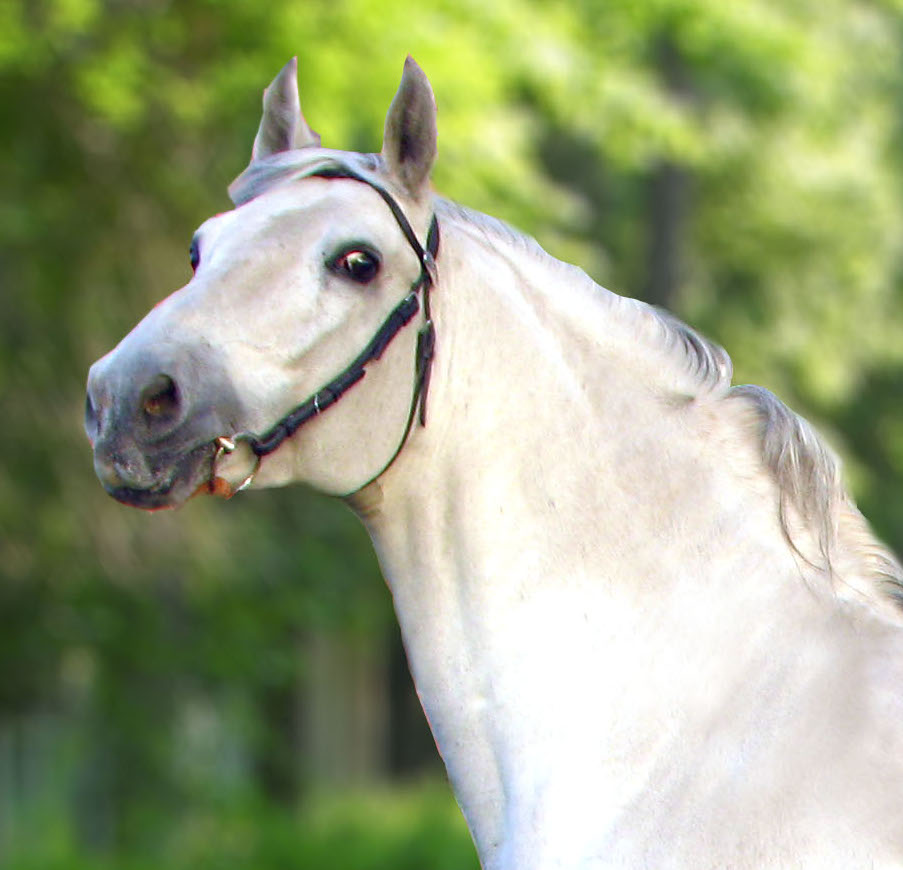
Gris, vu de trois quarts
Gris, vu de trois quarts

Le front est large,, et arqué. Les yeux sont grands,, et de couleur sombre. Les oreilles sont petites,,, ressemblant à celles des chevaux arabes,. Les naseaux et les joues sont larges. La tête est bien attachée à l'encolure.

#### Corps
L'encolure est souvent portée haut et arquée en col de cygne,,,, (dite aussi rouée), longue et musclée,,,, une forme qui était très à la mode au XIXe siècle. Les épaules sont droites, longues et musclées selon une majorité d'auteurs,,,,, de taille moyenne selon Haller, légèrement inclinées selon Kholová. La poitrine (ou thorax) est profonde selon une majorité d'auteurs,,, Hendricks la décrivant de profondeur moyenne et l'auteur autrichien Martin Haller comme peu profonde. Elle est ample,,,. Le garrot est moyennement relevé, et bien défini selon Edwards, les auteurs Haller et Nissen le décrivant comme effacé, et fondu dans le dos, Bunjes le décrivant comme « saillant ». Le passage de sangle est profond.
Le dos est long et droit,,,,, large et fort, de même que le rein, qui est bien musclé. Le dos peut cependant être légèrement ensellé,. La cage thoracique est arrondie,.
Son arrière-main est puissante, avec une croupe musclée,,. Si Edwards et Bongianni estiment qu'elle est allongée,, Edwards la décrit comme courte. Hendricks cite une forme droite vue de profil et arrondie vue de l'arrière, Bongianni une légèrement inclinée, et Haller une croupe fortement inclinée. Selon Hubrecht, elle est « peu arrondie ». La queue est attachée haut,,.
Les crins de la crinière et de la queue sont bien fournis,, les fanons également, probable héritage des chevaux harddraver.

#### Membres
Son influence hollandaise lui a longtemps donné des membres de faible qualité au niveau des tendons et des déformations osseuses, mais cela a été corrigé chez les chevaux modernes. Certains sujets ont des articulations grossières.
Les membres sont durs,, de format carré et résistants, bien musclés et solides, avec des articulations solides et sèches, et des tendons bien détachés,. Selon Edwards et Haller, bras et avant-bras sont longs,, de même que les canons, donnant une impression générale de cheval haut sur ses membres,. Hendricks décrit des membres de longueur moyenne. Pour Hubrecht, les membres sont relativement fins.
Les postérieurs sont forts. Les paturons sont plutôt court-jointés et relativement droits. Les sabots sont larges,,, plats selon Kholová, mais exempts de maladies,.
Les bas des membres peuvent avoir des fanons,, souvent drus.

### Robe
La robe est le plus souvent grise, avec des pommelures,,, : 50 % des chevaux de cette race seraient gris selon Nissen, les pommelures pouvant disparaître avec l'âge, ce qui confère aux animaux une apparence blanche pure. Cette prédominance du gris est vraisemblablement héritée des origines arabes par Smetanka.
La robe peut aussi être noire, citée comme la seconde couleur la plus fréquente par Silver et Hubrecht,, ou baie,,,,. D'après Nissen, 25 % des chevaux seraient bais et 20 % de robe noire.
L'alezan est rare,,, concernant 5 % des chevaux d'après Nissen. Les marques blanches sont possibles et courantes.

Robes du Trotteur d'Orlov
Gris pommelé
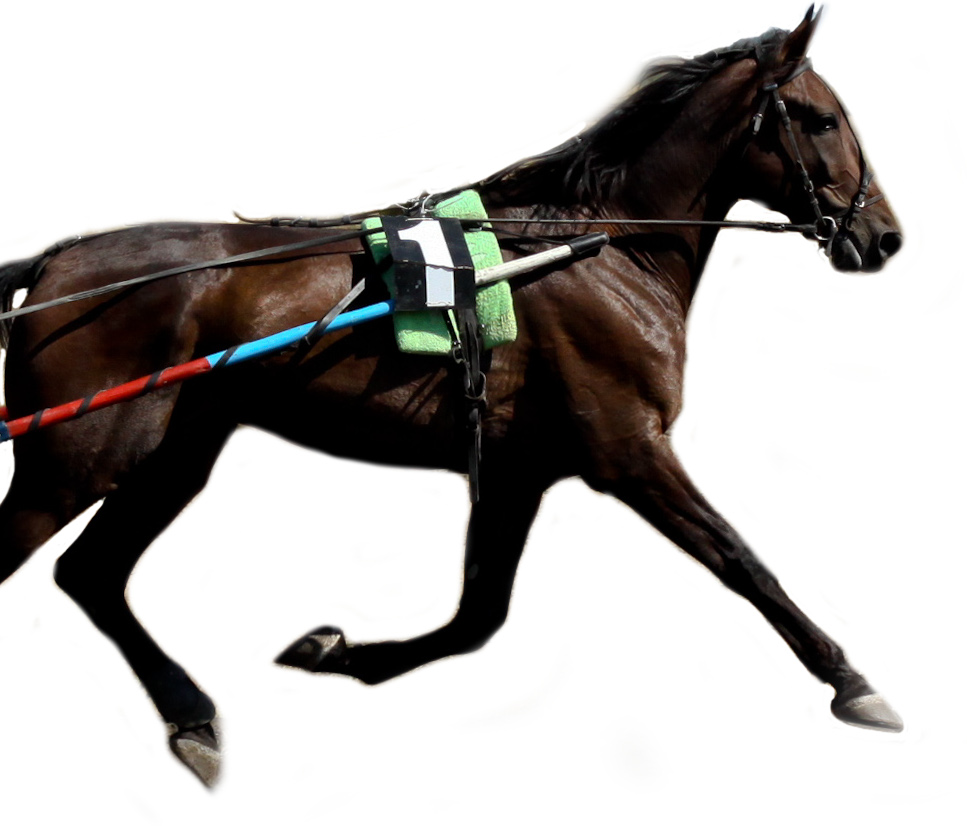
Bai foncé
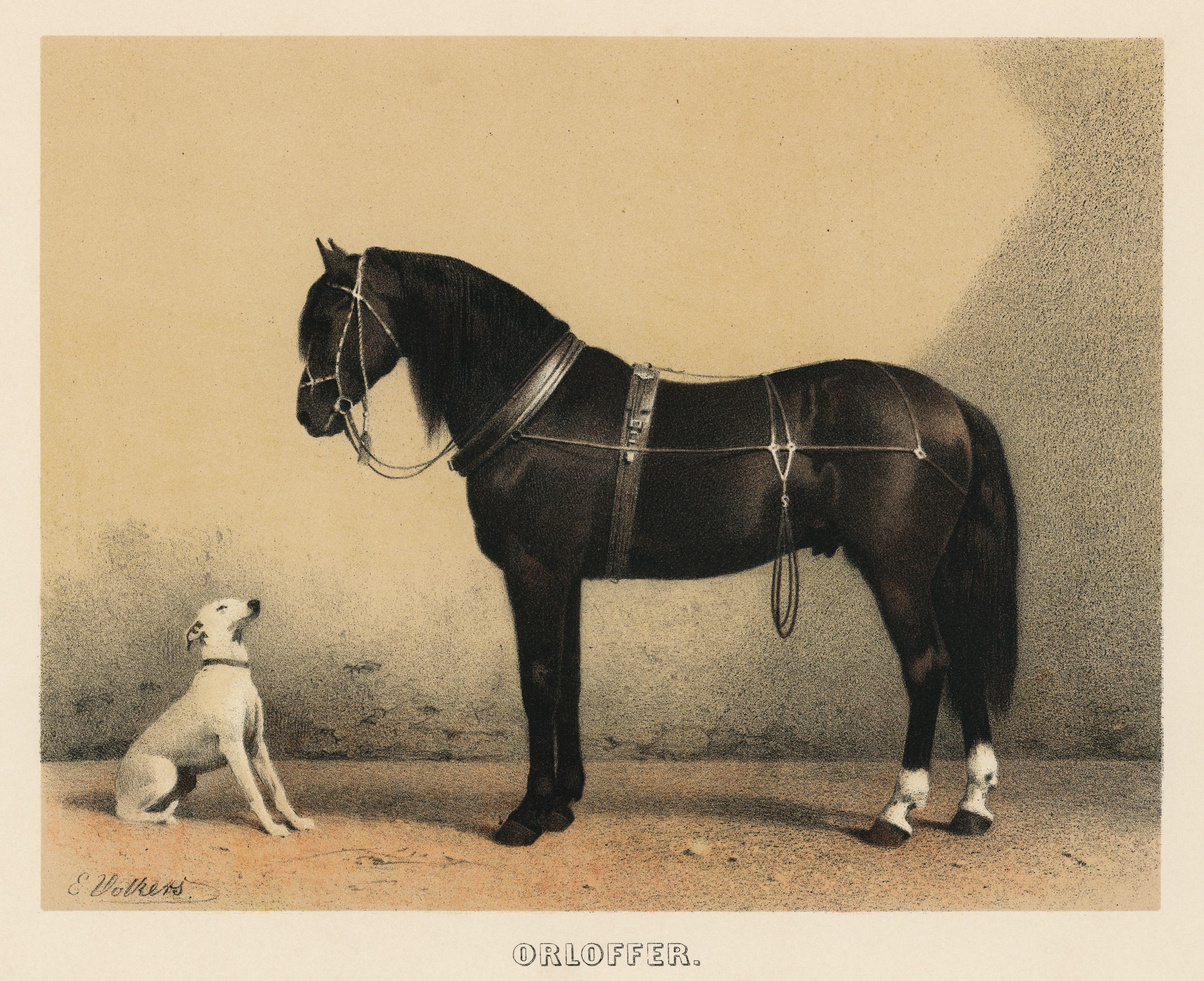
Noir

Le pie et le tacheté ne sont pas possibles.

### Tempérament et entretien
Si le tempérament est variable d'une lignée à l'autre, il se révèle docile et énergique, avec une bonne résistance à l'effort, et un tempérament courageux, audacieux et plein d'entrain,. C'est une race à maturité tardive, qui atteint ses performances en course entre 5 et 6 ans. Sa longévité est en revanche très bonne,,, surtout pour le rude climat russe, ce cheval étant apte à se déplacer sur la neige,. Des exemples de décès très tardifs sont cités, comme l'étalon Kvadrat qui se reproduisait encore à 32 ans, et la jument Gondola, née en 1933, qui a vécu 27 ans et donné naissance à 17 poulains.
La fertilité des juments est également réputée,,, avec 80 à 85 % de poulinages réussis après gestation,.
L'Orlov peut être élevé en extérieur ou en écurie, cette capacité d'adaptation ayant contribué à son expansion dans toute la Russie. 
Une étude a été publiée en 2021 pour comprendre la dynamique et le niveau de glucose sanguin au cours d'un entraînement intensif de Trotteurs d'Orlov.

### Allures

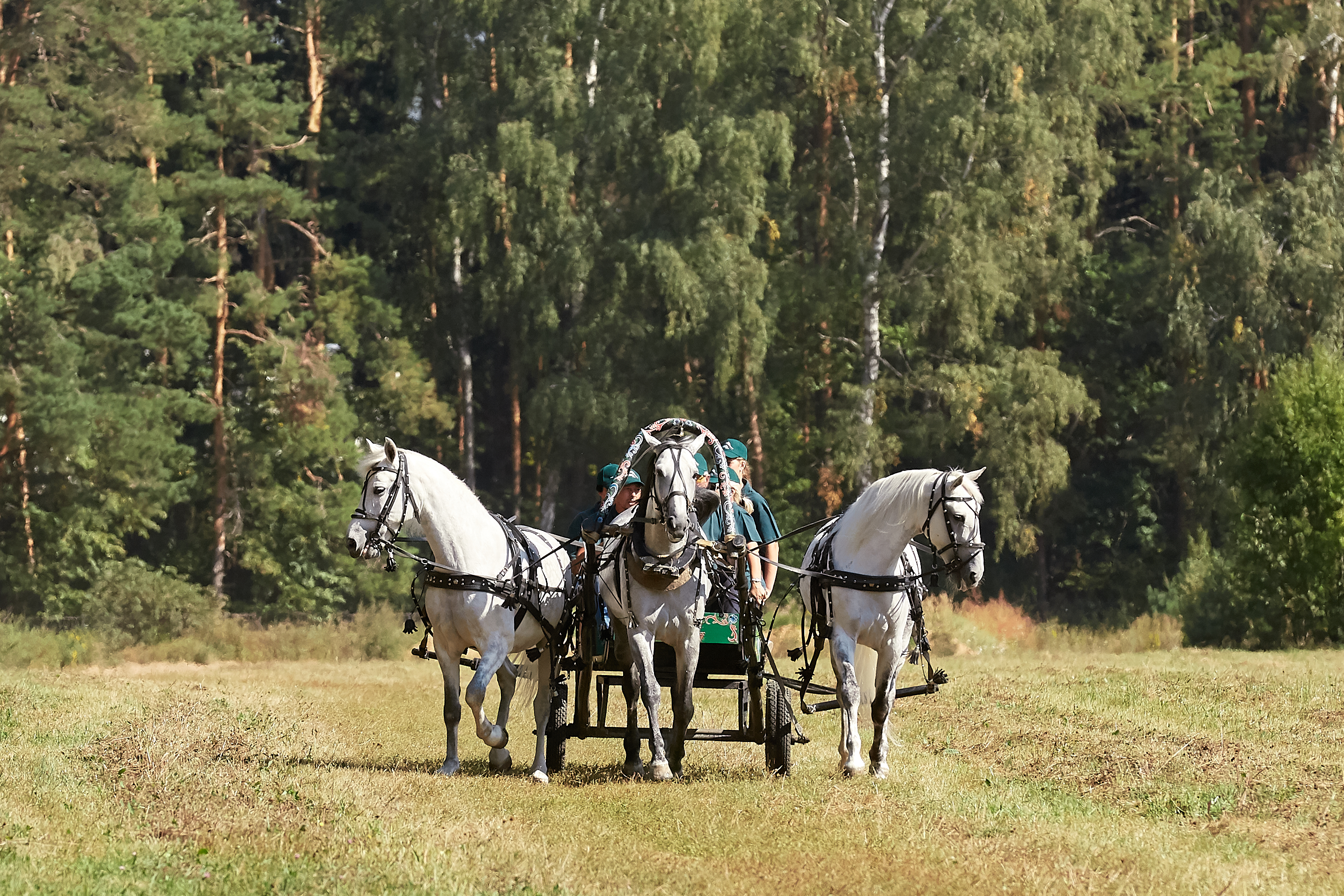
Attelage de trois Trotteurs d'Orlov à la troïka.

Cette race dispose d'une aptitude naturelle pour le trot, et d'allures réputées d'excellente qualité,. Cependant, sa foulée peut être un peu courte. Lorsqu'il se déplace rapidement, l'Orlov tend à relever sa queue. En course, il part d'une poussée très importante venue de l'arrière-main. Il relève fortement les genoux au trot, mouvement permis par sa grande liberté d'épaules. Sa capacité de galop varie selon les lignées concernées.
La race a fait l'objet d'une étude visant à déterminer la présence de la mutation du gène DMRT3 à l'origine des allures supplémentaires : cette étude a permis de confirmer la présence de cette mutation chez le trotteur d'Orlov, ainsi que l'existence de chevaux ambleurs parmi la race. 

### Sélection
L'analyse généalogique du Trotteur d'Orlov montre une forte connexion de tous les sujets actuels avec l'étalon fondateur Bars Ier,. La réduction du nombre de reproducteurs découle du manque de performances en vitesse pure. La sélection porte sur la recherche d'une grande taille, de puissance, d'une bonne charpente, de membres aux tendons secs et de capacités à trotter,. Les analyses menées sur la vitesse en course montrent une légère baisse des performances générales entre 1958 et 1972,. En 1965, une analyse portant sur le recours à l′inbreeding (consanguinité) avait conclu à l'absence d'effets adverses.
La sélection moderne de cette race est assurée par le comité international pour la protection du trotteur d'Orlov, fondé en 1997. Le registre généalogique est toujours régulièrement publié, sous la direction de l'institut russe de recherche sur l'élevage équin. Le règlement de 1998 a établi que seuls les chevaux de « pure race » sont autorisés à s'appeler « Trotteurs d'Orlov ». Cependant, seuls 41,8 % d'un échantillon moderne de 6 800 Orlov ne comporte aucun ancêtre d'une autre race dans son pedigree.
Il existe douze lignées mâles et seize lignées femelles selon Hendricks (1995),, dix lignées mâles d'après Nissen, qui cite Bartschuk / Barchuk, Bubenschek / Bubenchik-
Veter, Lowtschy / Lovchii-Ulov, Otboy, Pilot, Weterok / Veterok-Kvadrat, et Woin / Voin, tous descendants de Bars Ier. La chercheuse bulgare Nadejda Lukanova cite 11 lignées mâles en 2016, ajoutant aux précédemment citées les lignées de Proliv, Pion, Velobot et Gromodnogo-Uspeh. Certaines lignées se sont éteintes au cours du XXe siècle, notamment les lignées Metsenat, Koreshok, et Udaloy Crolik.
Les plus représentées en 2022 sont les lignées Pion et Pilot, qui représentent respectivement 27 et 23 % des étalons russes. Les étalons de la lignée Proliv ont été analysés comme les meilleurs en termes de performances sportives sur une distance de course standard de 1 600 m.

### Génétique
Le taux de consanguinité chez cette race s'établit à environ 5 %. 
L'analyse des génotypes de 6 700 Orlov a permis d'identifier 125 allèles sur 16 loci, avec un nombre moyen d'allèles allant de 6,3 (pour les Orlov ayant des ancêtres Trotteurs américains et russes) à 7,8 dans le groupe de Trotteurs d'Orlov de « race pure »
. Un allèle rare, nommé HMS6-N, a été découvert parmi le groupe des chevaux de pure race Orlov
. L'hétérozygotie va de 0,69 à 0,715, et indique un léger déficit dû à la consanguinité des sujets de « pure race ».
L'Orlov est génétiquement très proche du Trotteur russe, ou Trotteur métis. Une analyse génétique comparée entre l'Orlov et le Tersk, présentée en 2025, conclut cependant que ces deux races sont bien distinctes génétiquement.

## Utilisations

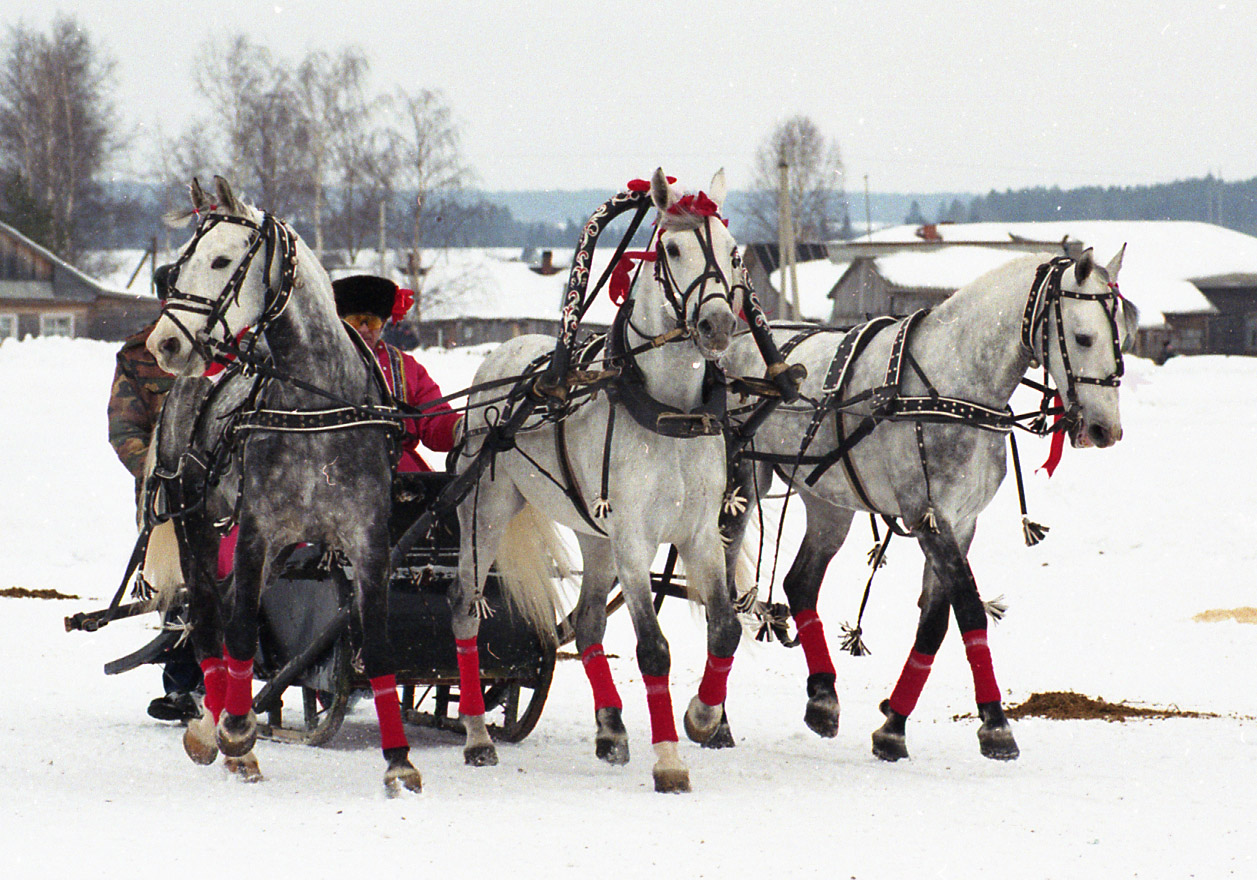
Troïka en démonstration à Vologda.

C'est originellement un cheval de course et d'attelage, entraîné à tracter des sulkys et/ou des traîneaux, mais la réduction de sa population fait que la majorité des usages modernes se font sous la selle. L'Orlov est historiquement connu pour avoir été un cheval d'attelage de luxe et une monture pour la Noblesse russe,, mais malgré ses origines, il n'a jamais été cantonné au rôle de cheval de luxe et a participé à des travaux utilitaires,. Il est encore utilisé pour les travaux agricoles et la traction légère, grâce à sa robustesse,,,.
À l'origine, le Trotteur d'Orlov était très réputé comme cheval pivot central dans l'attelage traditionnel russe à trois chevaux, la troïka,, : le cheval central doit en effet trotter rapidement pendant que les deux chevaux des côtés galopent,. Il reste de bonne réputation pour toute activité d'attelage,, et tracte encore des attelages russes traditionnels, comme la tatchanka. Le prince Albert de Saxe-Cobourg-Gotha possédait un drojki tracté par un Trotteur d'Orlov attelé à la douga.
Il peut aussi utilisé sous la selle,, et monté dans différents sports ou loisirs équestres, ainsi qu'en randonnée équestre,, la race étant considérée bonne pour les sports équestres. Le Trotteur d'Orlov est monté en compétitions de dressage, un exemple étant Balagur, monté par Alexandra Korelova aux Jeux olympiques d'été de 2008, alors qu'il était âgé de 18 ans. D'après Grand Prix magazine, ce cheval a « fait sensation » lors de cette édition des JO.

### Courses de trot
L'Orlov est sélectionné pour les courses de trot attelé et joue toujours un rôle important en tant que trotteur de vitesse en Europe, bien qu'il ne soit pas aussi rapide que les races modernes spécialisées,. Depuis les années 1950 et 1960, il est en effet supplanté par le Trotteur français et le Trotteur américain,,. L'un des grands champions de cette race fut Ulov, un étalon gris né en 1928, qui a trotté les 1 600 m en 2 min 5 s 10. Le record de vitesse de cette race sur cette distance serait de 2 min 2 s 10 selon Silver, ou 2 min 1 s réalisé par un cheval nommé Pion selon CABI et Nissen,. Cependant, Nissen témoigne de son manque de confiance envers certains temps enregistrés, qui semblent « incroyables ».

Course de trot à Ramenskoïe, juillet 2024

Ces courses de trot restent populaires en Russie,. Des réunions hippiques lui sont régulièrement réservées dans ce pays et les pays voisins (Communauté des États indépendants),,,. La carrière d'un cheval débute généralement à l'âge de trois ans, jusqu'à ses huit ans voire plus tard. La course la plus importante pour cette race est le derby du trot russe de Moscou, couru sur 1 600 m et réservé aux chevaux de quatre ans, qui réalisent des temps de deux minutes en moyenne.
Les courses se disputent généralement sur 1 600 à 6 400 m. La distance la plus courte possible est de 426 mètres, la plus longue est de 20 verstes, soit 21 km.
En 2016 et en 2020, quelques champions de race Orlov sont venus courir en France sur l'hippodrome de Vincennes, dans le cadre d'une célébration de la Russie et d'une consolidation des relations franco-russes dans le domaine des courses de trot.

### Le cas Hans le Malin

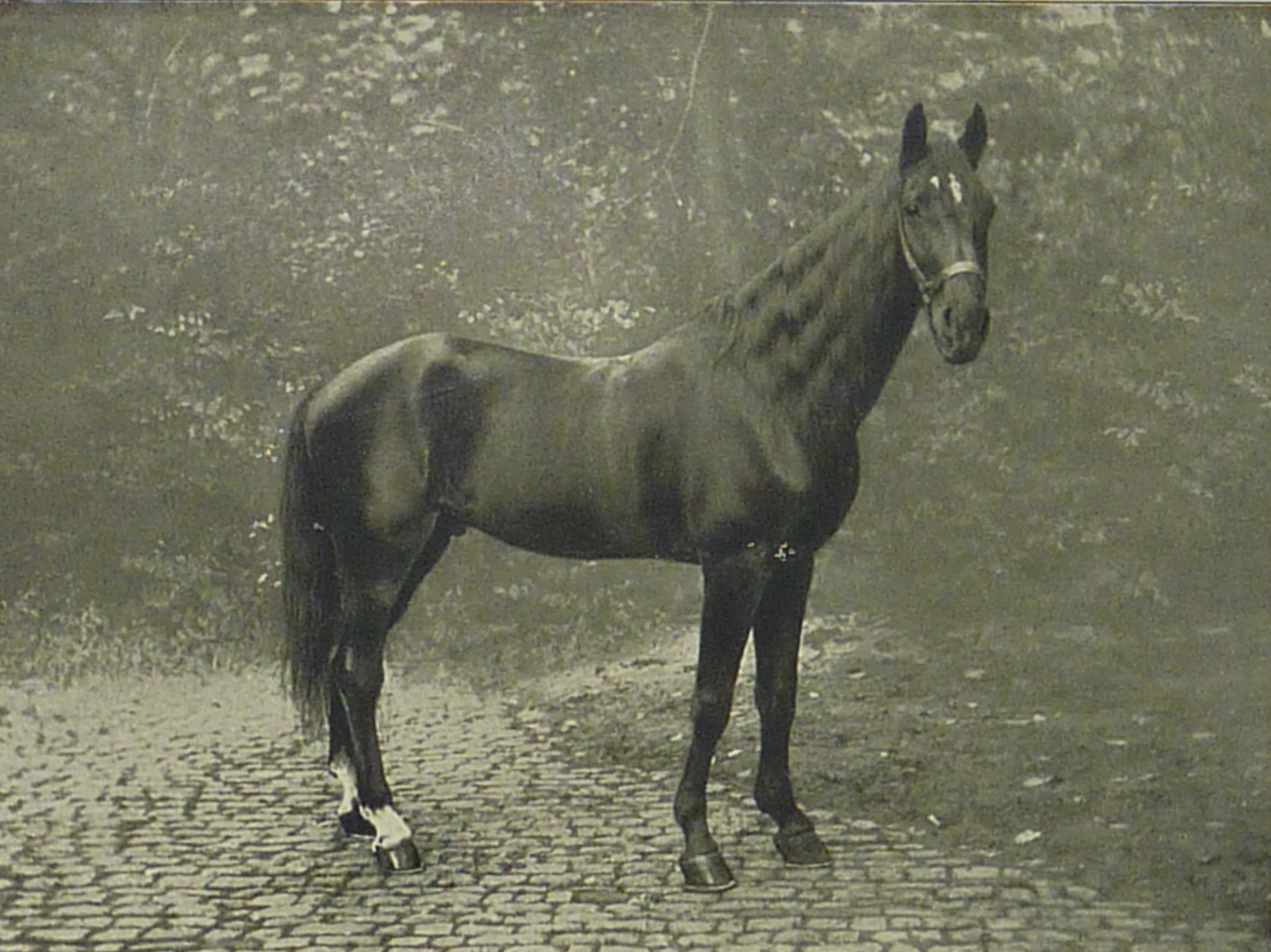
Hans le Malin.

Hans le Malin, un cheval devenu célèbre en raison de son rôle dans la psychologie cognitive et notamment la découverte de l'effet expérimentateur, était un Trotteur d'Orlov selon un certain nombre de sources, dont Frans de Waal et les chercheurs Laasya Samhita et Hans J. Gross. Cependant, Norbert M. Seel le décrit comme un Pur-sang arabe dans l′Encyclopedia of the Sciences of Learning.
Il est de robe noire, avec une marque en tête et des balzanes blanches aux membres postérieurs.

### Croisements
Le Trotteur d'Orlov est considéré comme un améliorateur d'autres races, en raison de sa grande taille et de sa force,,. C’est l'une des races de croisement les plus influentes en Russie,, car il a notamment été croisé avec des chevaux de trait à partir du XVIIIe siècle et à l'époque des pénuries russes pour ce type de chevaux, avec succès. Il a ainsi influencé le Bitugue,, son descendant le Voronej, le Kouznetsk,, le Lovets, le Chumysh,, le Megezh, le Chilkov et le Trait russe,.

Races de chevaux influencées par le Trotteur d'Orlov
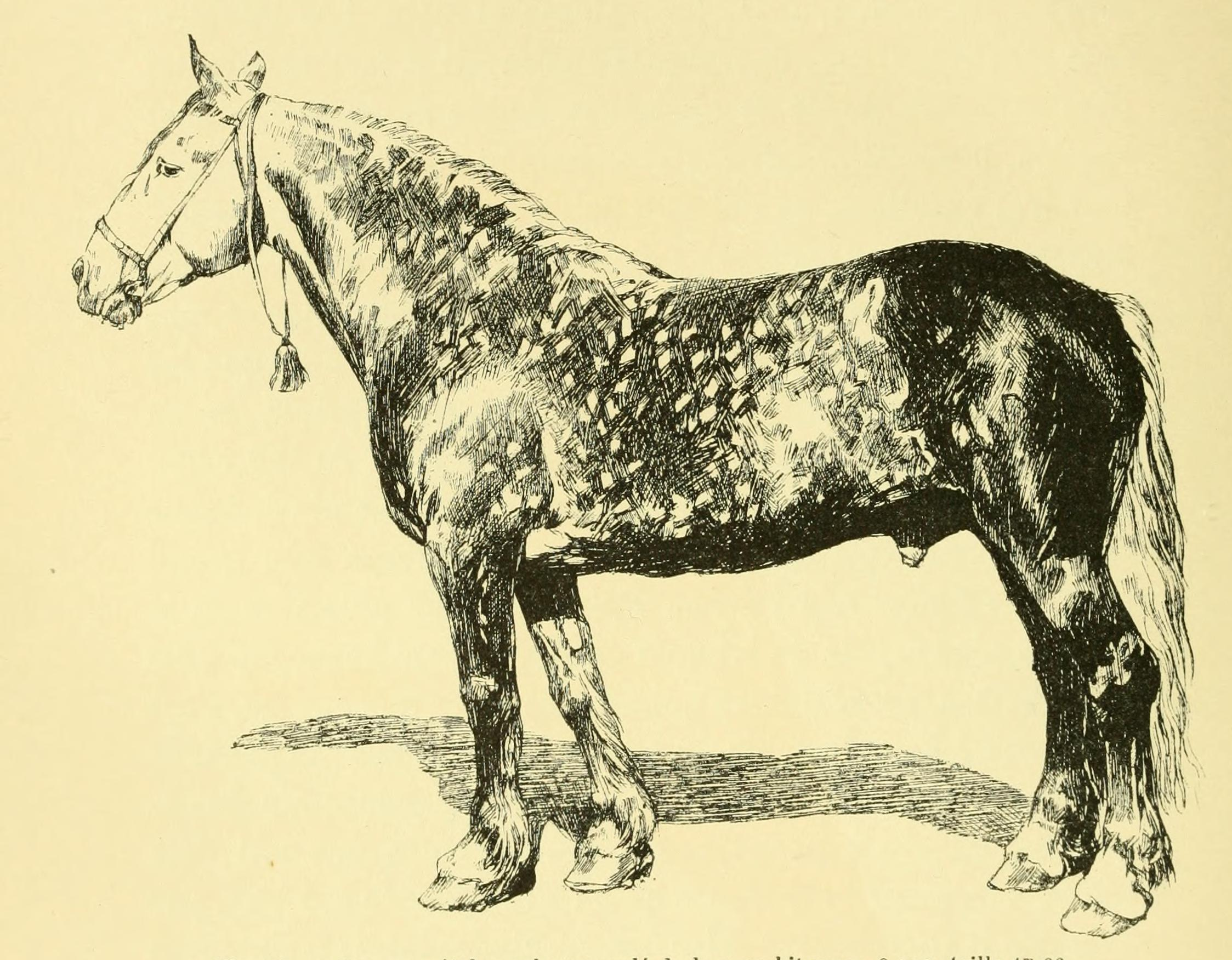
Bitugue / Cheval de Voronej
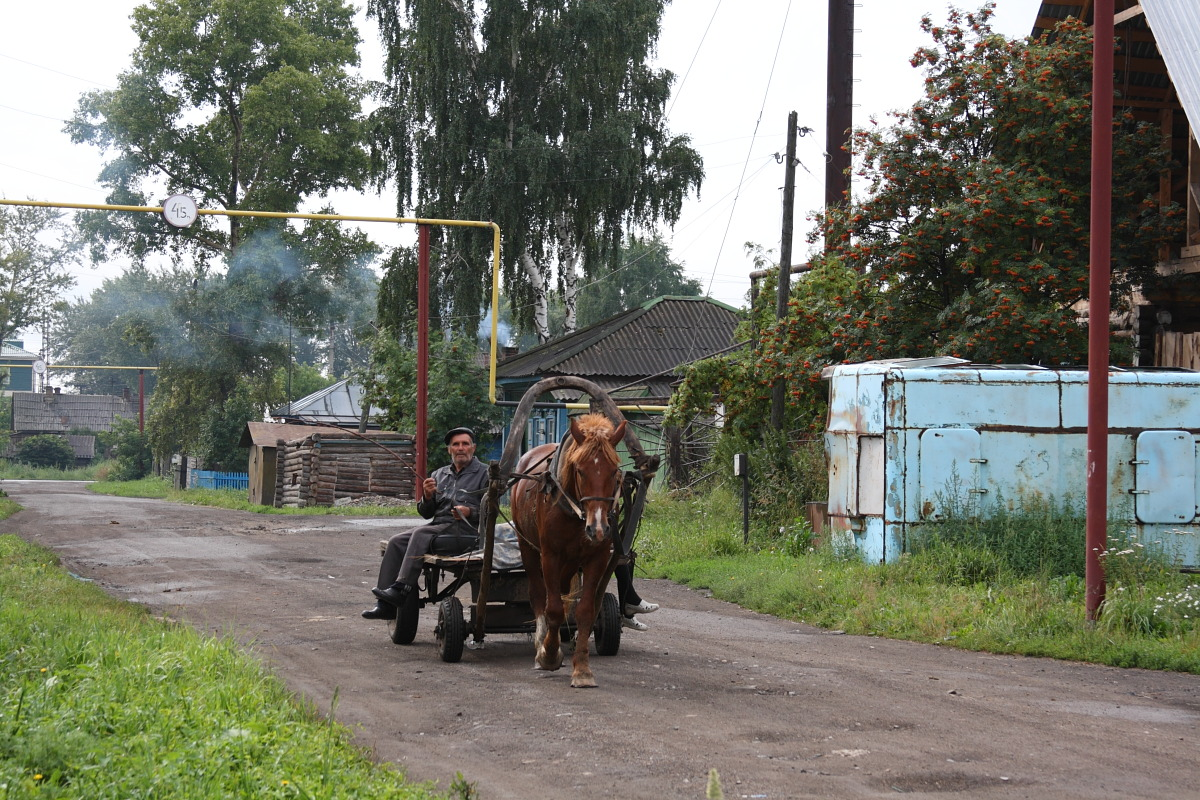
Kouznetsk
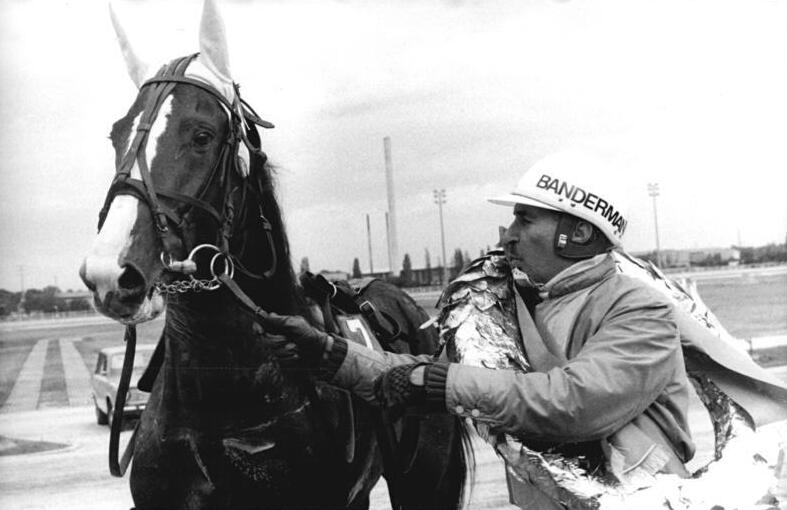
Trotteur allemand
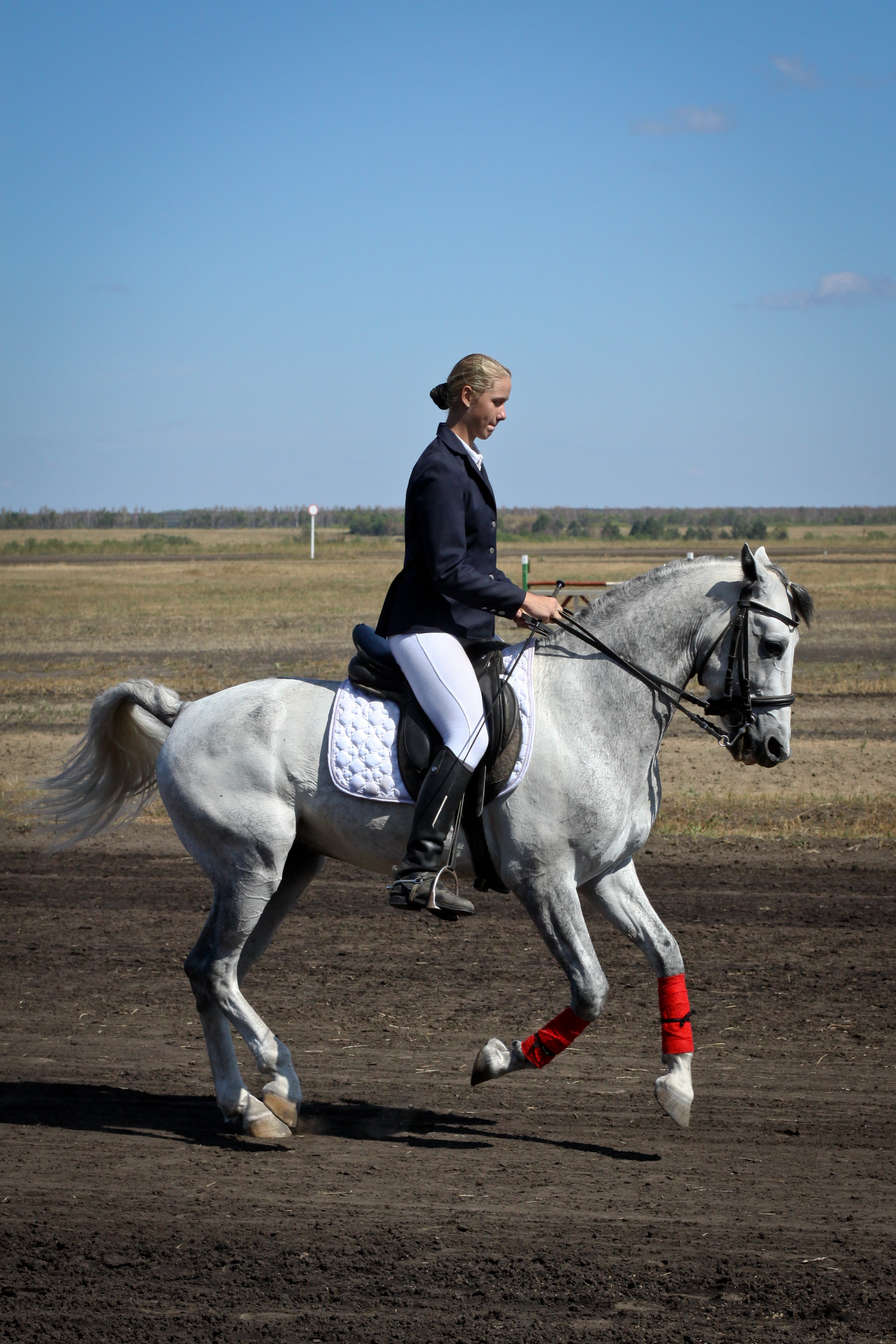
Trotteur russe / Trotteur métis

Il est à l'origine du Trotteur allemand et du Trotteur métis russe, par croisement avec le Trotteur américain. Il est entré en croisement pour donner d'autres races de trotteurs, particulièrement en France, en Italie et en Allemagne à la fin du XIXe siècle, mais aussi en Finlande. Le Trotteur français,,, le Trotteur américain, le Trotteur néerlandais, le Trotteur espagnol et le Trotteur roumain, ont des ancêtres Orlov. Le Trotteur latgale, désormais fusionné avec le Letton, a des origines chez l'Orlov et le Trotteur américain.
Enfin, le Trotteur d'Orlov a influencé des races de selle comme le cheval du Don, le Strelets ukrainien, l'Adaev kazakh et peut-être le Tchernomor. On le retrouve parmi les ancêtres du Grand Žemaitukas lituanien,, du Polesskaya biélorusse,, et du Kushum kazakh.
En Chine, le Sanhe, le Jinzhou,, le Tieling et le Helongjiang en descendent, ainsi que peut-être le Yanqi.
Le Kladruber a été croisé avec lui de façon mineure.

## Diffusion de l'élevage

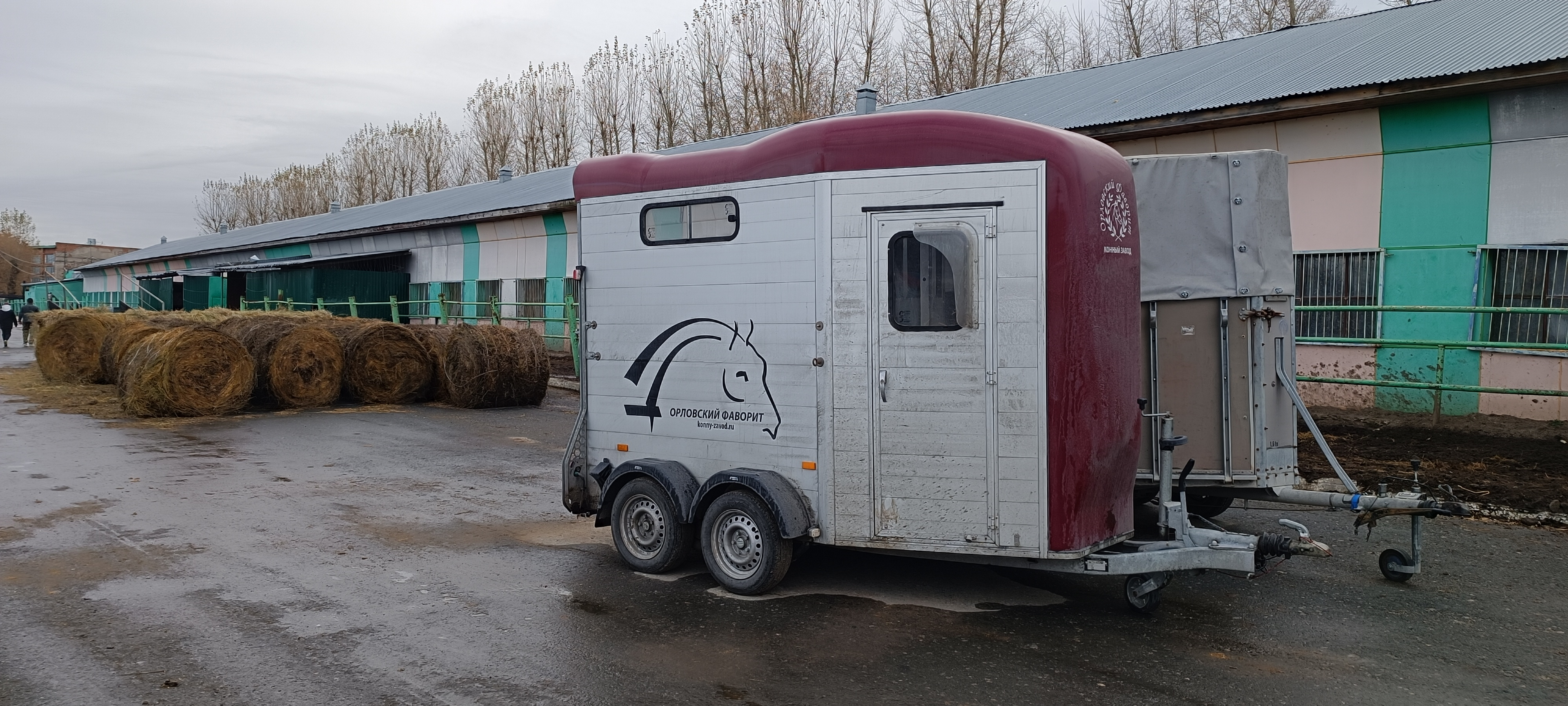
Van transportant des chevaux de race Trotteur d'Orlov à Tioumen.

Il est élevé en Russie, en Ukraine,, dans différents pays d'ex-URSS et en Allemagne, ses qualités d'adaptation à des biotopes variés en faisant un cheval d'exportation,. Présente dans quatre pays de ce continent, l'Orlov est la troisième race de chevaux la plus diffusée en Asie, après le Pur-sang et l'Arabe. L'ouvrage Equine Science (4e édition de 2012) le classe parmi les races de chevaux de selle peu connues au niveau international, au contraire d'autres sources qui précisent une reconnaissance internationale,, le Trotteur d'Orlov étant décrit comme la race de chevaux russe la plus connue en dehors de son pays d'origine.
Bien que Hendricks le classe comme race « commune », ses effectifs d'autrefois plusieurs dizaines de milliers de têtes ont très fortement baissé. La base de données DAD-IS indique un effectif total de 120 810 têtes en 2003. Le guide Delachaux cite environ 800 poulinières subsistantes en 2016. Mortensen estime que 1 500 sujets au total seraient répartis à travers le monde en 2018, en particulier dans une douzaine de haras de Russie et d'Ukraine. Les effectifs de cette race présents aux États-Unis vers 2021 sont de moins d'une demi-douzaine. L'Orlov a disparu de Finlande, où il était élevé par le passé. 

### En Russie
La majorité des effectifs sont élevés sur le territoire de la fédération de Russie. L'Orlov est classé comme race indigène russe en danger d'extinction selon la base de données DAD-IS. Il est cependant réparti sur une vaste portion du territoire russe, y compris dans le kraï de l'Altaï.
En 2003, une vingtaine de haras d'état russes élèvent cette race, majoritairement dans la partie européenne de la Russie ; dans la région de Voronej, les principaux sont les haras de Khrenov et de Tschesmensk. Il est également élevé au haras de Moscou, à celui de Perm, celui de Prilepsk, celui de Nijni Novgorod, celui de Novotomnikov, et au haras des steppes de Yelan près de Saratov.

### En Ukraine

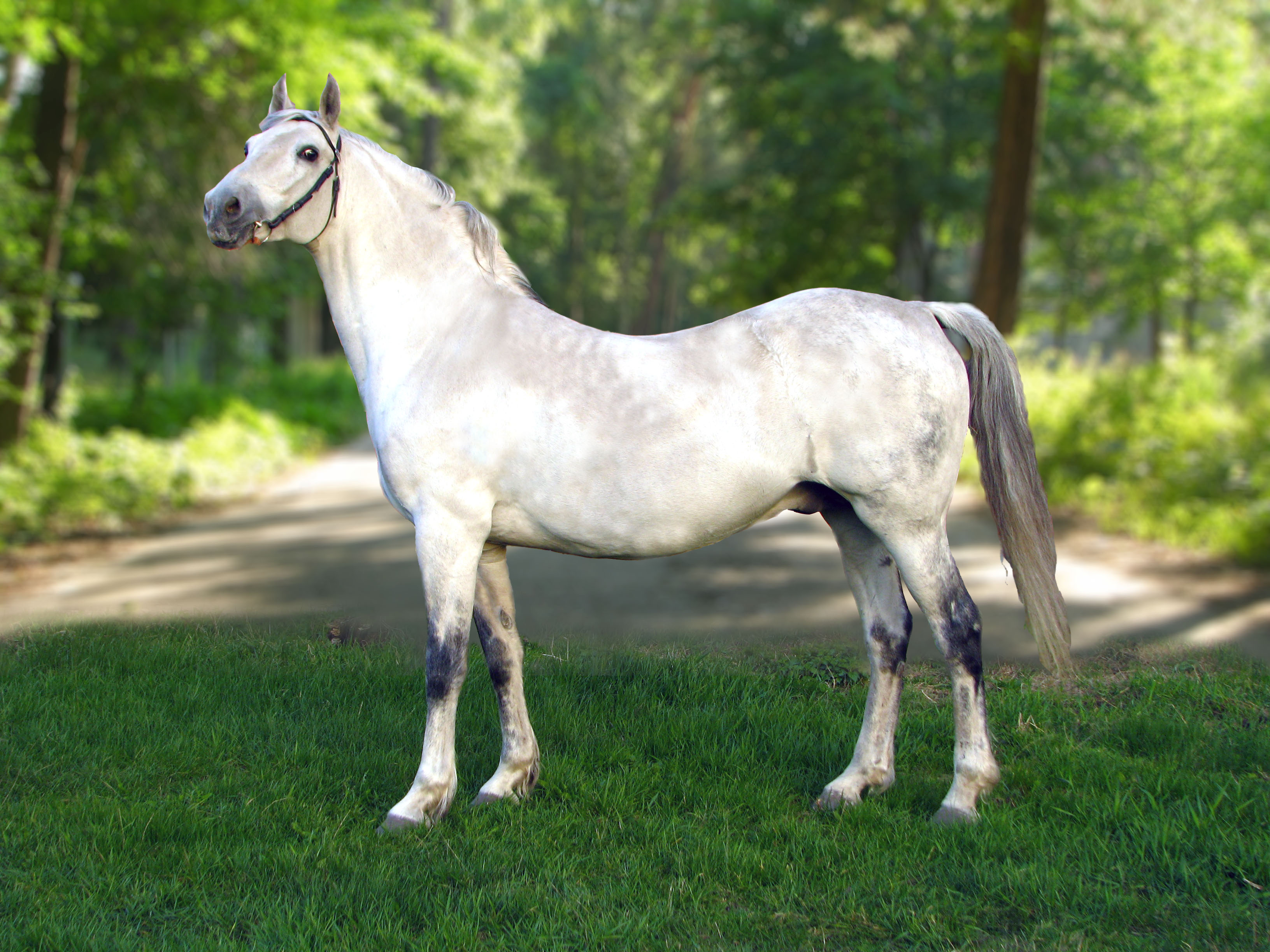
Étalon Trotteur d'Orlov né au haras de Dibrov (type Dubrovski), Fagot-Arabika.

Le stud-book ukrainien est ouvert en 1927, la race étant élevée dans une douzaine de haras du centre, du sud et de l'Est du pays. Historiquement, le haras de Dibrov était l'un des hauts lieux de l'élevage du Trotteur d'Orlov (Orlovska rysysta en ukrainien) à l'époque soviétique ; ce haras élève toujours la race en 2020. Les courses de chevaux se tiennent traditionnellement à l'hippodrome d'Odessa.
D'importants changements dans l'élevage du cheval survenus entre 2002 et 2019 en Ukraine ont conduit à une forte baisse du nombre de Trotteurs d'Orlov élevés dans ce pays. Néanmoins, l'Orlov restait en 2019 la troisième race de chevaux la plus élevée en Ukraine, en y représentant 17,9 % des chevaux de race.
En 2021, 653 Trotteurs d'Orlov sont recensés au total dans ce pays, dont 267 juments. La majorité se trouvent au haras de Zaporijjia (numéro 86), qui concentre 29,6 % des juments. L'année suivante, 465 Trotteurs d'Orlov sont dénombrés en Ukraine, dont 165 juments, appartenant en majorité aux lignées Vorozheyka / Fatma, Rumba et Cadetka.

### En Bulgarie

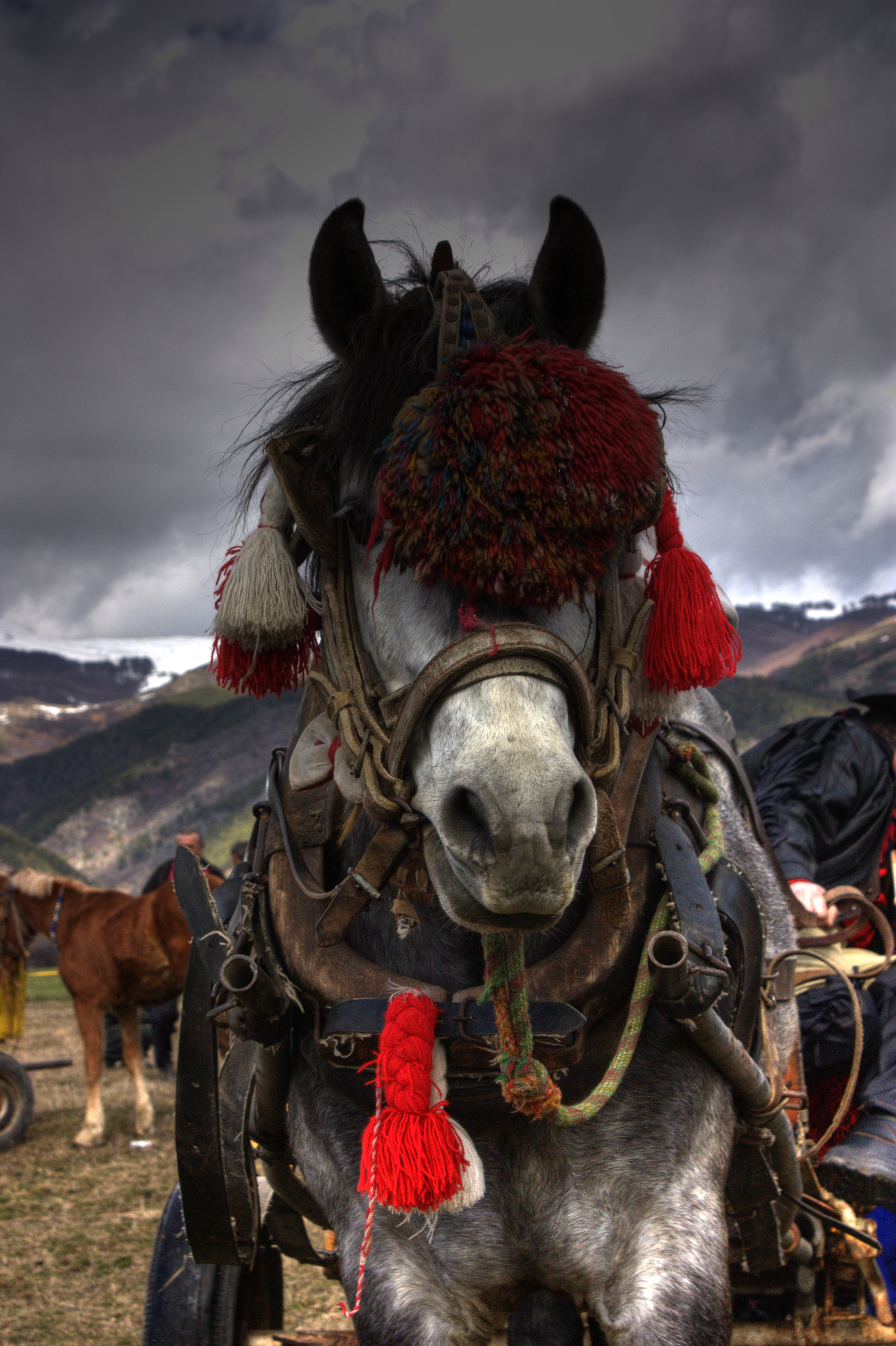
Cheval de traction bulgare de robe grise, en 2009, partageant des traits communs avec l'Orlov (robe grise, tête au front large, grands yeux).

Entre 1893 et 1923, le haras de Kabiuk reçoit la mission de mettre des étalons Orlov à disposition pour « améliorer » les races locales, et importe dans un premier temps 26 étalons de cette race. En 1927, ce haras détenait 15 juments Trotteurs d'Orlov, d'après Al. Petrov. La race est aussi présente au haras national de Klementina, et aux haras régionaux de Plovdiv, Saint Zagora, Roussé et Yambol ; au total 24 801 juments locales sont saillies par des étalons Orlov. 8 étalons Orlov stationnent à Klementina entre 1893 et 1986 : Priytni, Zefir, Risak, Kolesnik I, Vasilchik, Omar, Voronensk et Arnaud, ainsi que deux demi-sang Orlov, donnant une quarantaine de descendants et entrant en croisement sur le cheval de Pleven. L'Orlov sert ainsi principalement de cheval de croisement en Bulgarie.
Après la reconstruction du pays à la fin du XXe siècle, l'élevage du Trotteur d'Orlov en Bulgarie s'est restructuré. En 2016, cette race est élevée au haras de Stefan Karadja, qui publie un registre généalogique tous les ans. Parmi les lignées subsistantes en Bulgarie, on compte Voronenok (1893), Stepeni, Chernyo, Bludliviy, Mech (1894), Zhelezniy, Vasilchik, et Zefir (1893). La taille moyenne des étalons Orlov bulgares est de 1,60 m en 2016.

### Au Kazakhstan
Localement adapté au Kazakhstan, l'Orlov y est utilisé en courses de trot et sous la selle, tant pour les enfants que les adultes. Les effectifs kazakhs ne sont pas connus.

## Impact culturel
Cette race de chevaux est l'une des plus célèbres de Russie,,,,,, qualifiée de « race de la plus grande importance » par le département d'agriculture russe en 1893, elle le reste en raison de son ancienneté et de son importance historique,. D'après Emmanuelle Hubrecht, elle a valeur d'emblème probablement parce qu'elle symbolise le passé russe durant lequel des troïkas étaient tractées par des chevaux portant des grelots. Le haras n°1 de Moscou est à l'initiative d'une demande de reconnaissance du Trotteur d'Orlov par l'UNESCO, qui n'a pas abouti.
De nombreux pays font figurer cette race de chevaux sur leurs timbres postaux, notamment l'Azerbaïdjan (1993, 1997), le Bhoutan (1999), la Moldavie (2002), l'URSS (1968, 1988) puis la Russie (2007), la Tanzanie (1991), et l'Ukraine (2005).

Le Trotteur d'Orlov en philatélie
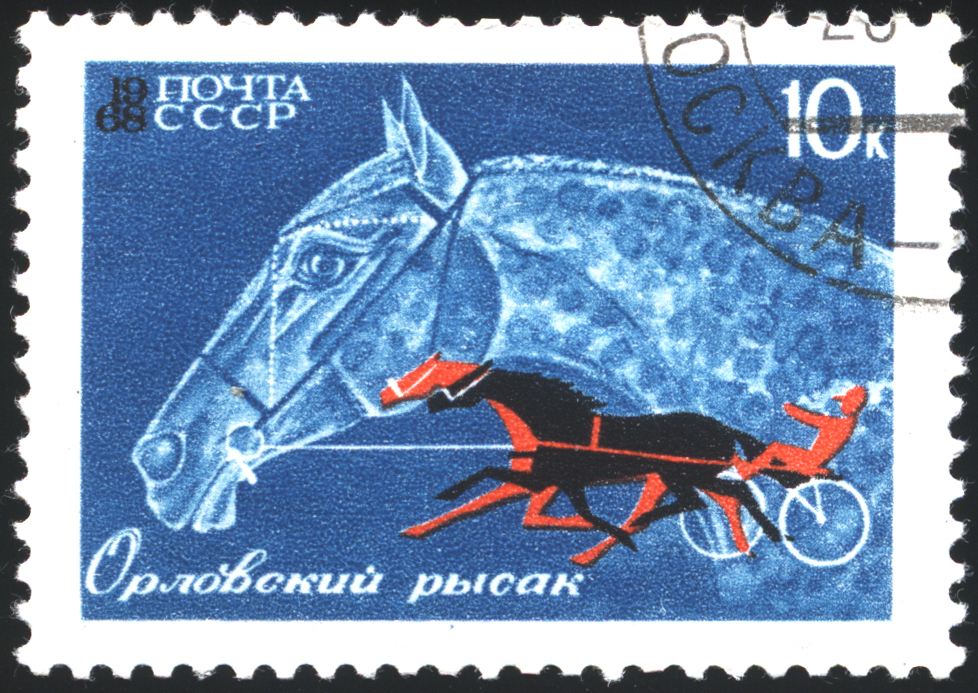
Timbre soviétique de 1968
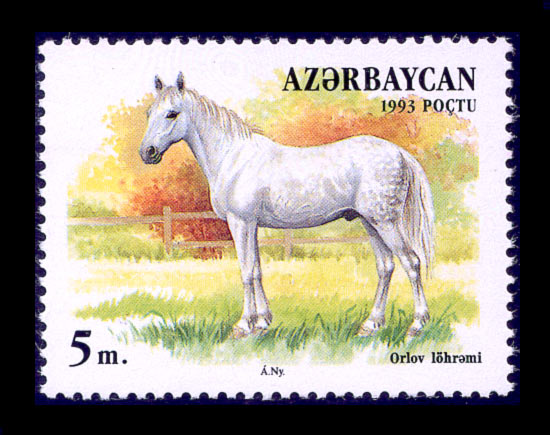
Timbre azerbaïdjanais de 1993
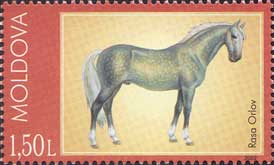
Timbre moldave de 2002
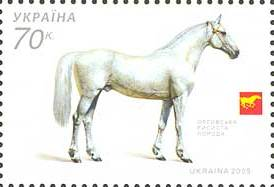
Timbre ukrainien de 2005
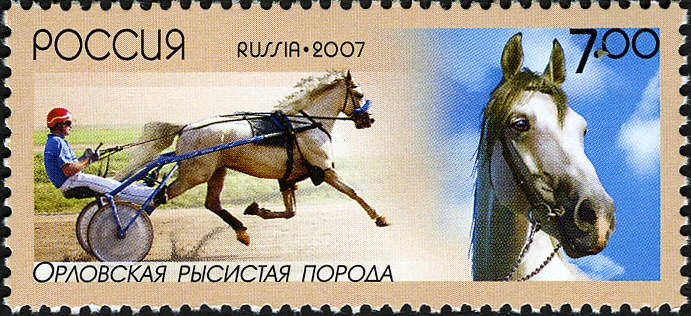
Timbre russe de 2007

En 1959, Nikita Khrouchtchev offre plusieurs chevaux de cette race au secrétaire américain chargé de l'agriculture, Ezra Taft Benson, en remerciement pour l'envoi de nourriture pendant la famine.
En 2020, The Moscow Times révèle que Kim Jong-un, dictateur de la Corée du Nord, a acheté en 2019 deux Trotteurs d'Orlov d'apparence blanche nommés Druzhba et Dubrovnik en Russie, pour la somme d'1,5 million de roubles.